# Ulrich Matthes

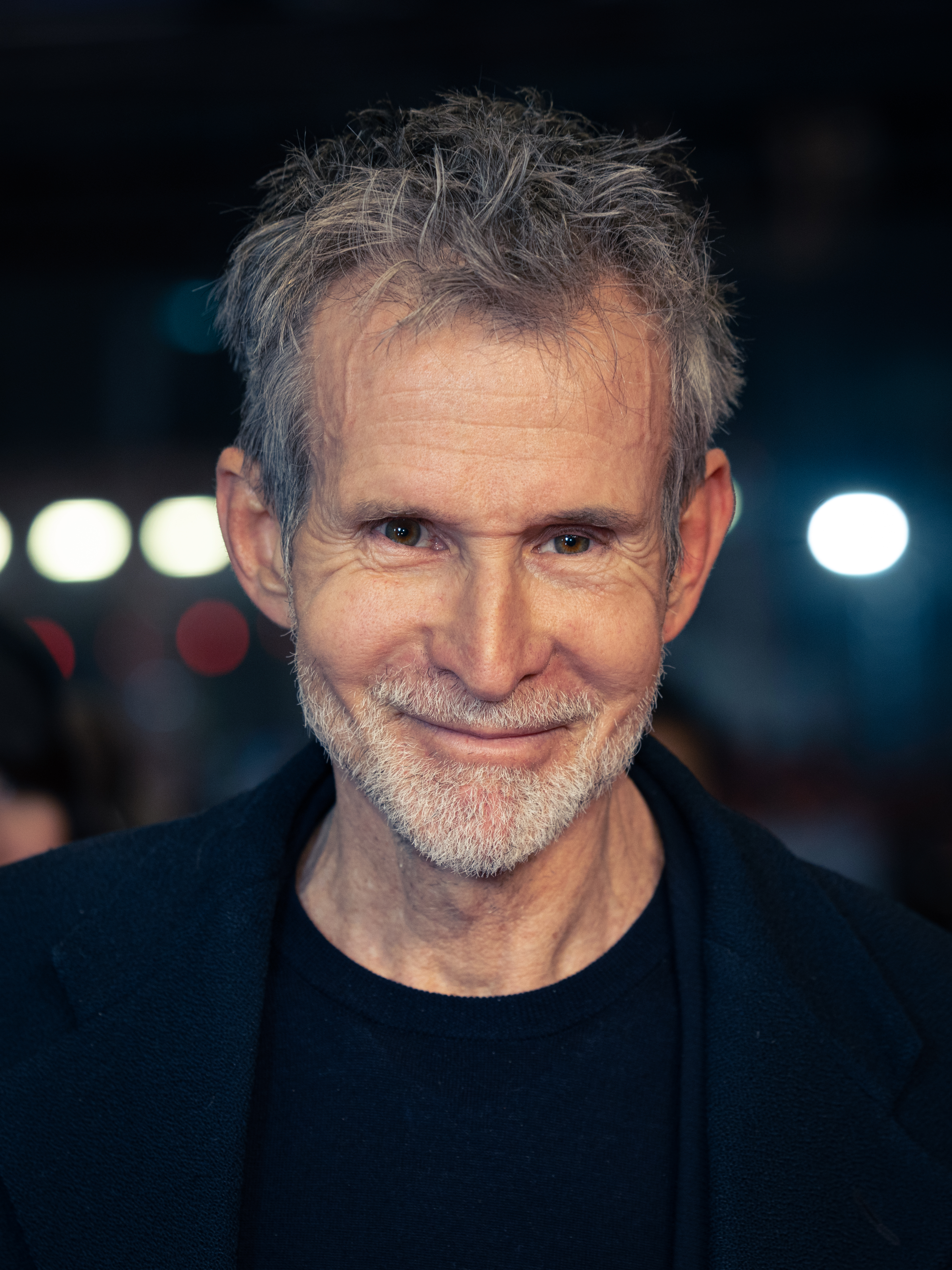
Ulrich Matthes (2025)

Ulrich Matthes (* 9. Mai 1959 in West-Berlin) ist ein deutscher Schauspieler, Synchron-, Hörspiel- und Hörbuchsprecher. Er war von 2019 bis 2022 Präsident der Deutschen Filmakademie.

## Leben
Ulrich Matthes wurde als zweiter Sohn des Tagesspiegel-Journalisten Günter Matthes (1920–1995) und dessen Frau Else, geb. Rösner (1924–2022), in Berlin-Wilmersdorf geboren. Als ungeborenes Kind überlebte er einen schweren Unfall seiner Mutter. Mit zehn Jahren trat er bereits in großen TV-Rollen auf, und synchronisierte ab 1970 u. a. die Rolle des Jason in Die Waltons. In den Pubertätsjahren entstand der Wunsch, Lehrer zu werden, so studierte Ulrich Matthes nach dem Abitur auf dem Gymnasium zum Grauen Kloster fünf Semester Germanistik und Anglistik an der Freien Universität Berlin. Durch eine Begegnung mit Martin Held ermutigt, brach Ulrich Matthes sein Studium ab und nahm für rund eineinhalb Jahre Schauspielunterricht bei Else Bongers, die u. a. Hildegard Knef und Götz George entdeckte.
Am Theater wirkte er ab den 1980er Jahren an den Vereinigten Bühnen Krefeld/Mönchengladbach (1983–85), am Düsseldorfer Schauspielhaus (1985/86), am Münchner Staatsschauspiel (1986–1998), an den Münchner Kammerspielen (1988–92), später in Berlin an der Schaubühne am Lehniner Platz (1992–97) und am Deutschen Theater (2004–22) sowie in Wien am Volkstheater. Matthes veranstaltete zudem einen zweistündigen Kleist-Abend, den er mit Hermann Beil erarbeitete.
Einem breiteren Publikum wurde Matthes bekannt in seiner Rolle als Propagandaminister Joseph Goebbels in dem Spielfilm Der Untergang von Oliver Hirschbiegel aus dem Jahr 2004 mit Bruno Ganz.
Ulrich Matthes ist seit der Saison 2004/05 festes Ensemblemitglied am Deutschen Theater in Berlin (Wer hat Angst vor Virginia Woolf?, Minna von Barnhelm, Der Menschenfeind). Regie hatte er zuvor schon in Frank Wedekinds Frühlings Erwachen in den Kammerspielen des Deutschen Theaters geführt. Ein Rollenangebot aus Hollywood für einen Film unter Peter Weir mit Tom Hanks lehnte er ab, um 2009 unter dem Regisseur Christian Petzold am Deutschen Theater Berlin in Arthur Schnitzlers Drama Der einsame Weg mit Nina Hoss zu spielen.
Von der Mitgliederversammlung der Deutschen Filmakademie wurde Matthes am 10. Februar 2019 zum neuen Präsidenten und Nachfolger von Iris Berben gewählt. 2022 lösten Alexandra Maria Lara und Florian Gallenberger Ulrich Matthes als Präsidenten der Filmakademie ab.
Matthes lebt in Berlin-Charlottenburg. Im Februar 2021 outete sich Matthes im Rahmen der Initiative ActOut im SZ-Magazin mit 184 anderen lesbischen, schwulen, bisexuellen, queeren, nichtbinären und trans* Schauspielern. Gegenüber seinen Eltern hatte sich Matthes bereits mit 19 Jahren als homosexuell offenbart.

## Mitgliedschaften
- Akademie der Künste in Berlin
- Deutsche Filmakademie in Berlin (seit 2012: Vorstandsmitglied, 2019–2022 Präsident)
- Europäische Filmakademie
- Deutsche Akademie der Darstellenden Künste
- Akademie für gesprochenes Wort (Kuratorium)[12]

## Filmografie
- 1969: An einem Tag im September
- 1970: Die Wesenacks
- 1973: Artur, Peter und der Eskimo
- 1987–1997: Derrick (4 Folgen)
- 1992: Herr Ober!
- 1995: Der Mörder und sein Kind
- 1995: Ein falscher Schritt
- 1995: Nikolaikirche
- 1995: Wolffs Revier (eine Folge)
- 1997: Der Alte – Folge 225: Der Tod der Eltern
- 1997: Todesspiel
- 1997: Winterschläfer
- 1997: Polizeiruf 110: Der Sohn der Kommissarin
- 1998: Abgehauen
- 1998: Feuerreiter
- 1999: Aimée & Jaguar
- 1999: Polizeiruf 110: Mörderkind (Fernsehreihe)
- 1999: Framed
- 2000: Der Hahn ist tot
- 2000: Ein Fall für zwei (eine Folge)
- 2002: Mörderherz
- 2003: Mitfahrer – Jede Begegnung ist eine Chance
- 2004: Der neunte Tag
- 2004: Der Untergang
- 2006: Vineta
- 2008: Novemberkind
- 2009: Entführung in London (eine Episode), Crossoverfilm mit The Bill
- 2010: Neue Vahr Süd
- 2011: Das Meer am Morgen
- 2011: Die Unsichtbare
- 2011: Tatort: Stille Wasser (Fernsehreihe)
- 2012: Kunduz
- 2013: Das große Heft
- 2014: Tatort: Im Schmerz geboren
- 2014: Bornholmer Straße
- 2015: Pelnu sanatorija
- 2015: Die vierte Gewalt[13]
- 2016: Geschichte einer Liebe – Freya
- 2016: Die vermisste Frau (Fernsehfilm)
- 2017: Gift
- 2017: Krieg (Alternativtitel: Fremder Feind)
- 2017: Die Puppenspieler
- 2019: Ein verborgenes Leben (A Hidden Life)
- 2019: Sarah Kohr – Das verschwundene Mädchen
- 2020: Das Boot (Fernsehserie)
- 2020: Gott von Ferdinand von Schirach (Fernsehfilm)
- 2021: Die Geschichte meiner Frau (The Story of My Wife)
- 2021: Freunde
- 2021: München – Im Angesicht des Krieges (Munich: The Edge of War)
- 2022: Geborgtes Weiß
- 2023: Jupiter
- 2023: 2 Freunde (Fernsehfilm)
- 2023: Winterwalzer (Fernsehfilm)
- 2024: Milchzähne

## Theater
- 1983: William Shakespeare: Hamlet (Hamlet) – Regie: Joachim Fontheim (Kreuzgangspiele Feuchtwangen)
- 1984: Joe Masteroff: Cabaret (Conferencier) – Regie: Joachim Fontheim (Theater Krefeld und Mönchengladbach)
- 1984: Heinrich von Kleist: Prinz Friedrich von Homburg (Prinz Friedrich von Homburg) – Regie: Joachim Fontheim (Theater Krefeld und Mönchengladbach)
- 1984: John Osborne: Blick zurück im Zorn (Jimmy Porter) – Regie: Matthias Fontheim (Theater Krefeld und Mönchengladbach)
- 1985: Tankred Dorst: Heinrich oder die Schmerzen der Phantasie (Heinrich) – Regie: Volker Hesse (Düsseldorfer Schauspielhaus)
- 1986: Jehoschua Sobol: Weiningers Nacht (Otto Weininger) – Regie: Jean-Claude Kuner (Düsseldorfer Schauspielhaus)
- 1987: Shakespeare-Sonette – Regie: Wolfgang Engel (Bayerisches Staatsschauspiel)
- 1987: Arthur Schnitzler: Professor Bernhardi (Oskar Bernhardi) – Regie: Volker Hesse (Residenztheater)
- 1987: Jean Racine: Britannicus (Britannicus) – Regie: Volker Hesse (Residenztheater)
- 1988: William Shakespeare: Wie es euch gefällt (Orlando) – Regie: Wolfgang Engel
- 1988: Gerhart Hauptmann: Und Pippa tanzt (Michel Hellriegel) – Regie: Thomas Langhoff (Münchner Kammerspiele)
- 1989: Peter Handke: Kaspar (Kaspar) – Regie: Hans-Joachim Ruckhäberle (Münchner Kammerspiele)
- 1989: Henrik Ibsen: John Gabriel Borkman (Erhart Borkman) – Regie: Hans Lietzau (Münchner Kammerspiele)
- 1990: Tankred Dorst: Karlos (Karlos) – Regie: Dieter Dorn (Münchner Kammerspiele)
- 1992: Maxim Gorki: Nachtasyl (Baron) – Regie: Andrea Breth (Schaubühne am Lehniner Platz)
- 1993: Henrik Ibsen: Hedda Gabler (Jorgen Tesman) – Regie: Andrea Breth (Schaubühne am Lehniner Platz)
- 1994: Jean Genet: Splendids (Pierrot) – Regie: Klaus Michael Grüber (Schaubühne am Lehniner Platz)
- 1996: Anton Pawlowitsch Tschechow: Die Möwe (Kostja) – Regie: Andrea Breth (Schaubühne am Lehniner Platz)
- 1998: Friedrich Schiller: Jungfrau von Orléans (König Karl) – Regie: Jürgen Gosch (Deutsches Theater Berlin)
- 2000: Don DeLillo: Valparaiso (Michael Majewski) – Regie: Niels-Peter Rudolph (Volkstheater Wien)
- 2001: William Shakespeare: Maß für Maß (Lucio) – Regie: Claus Peymann (Berliner Ensemble)
- 2002: Botho Strauß: Die Zeit und das Zimmer (Olaf) – Regie: Jarg Pataki (Deutsches Theater Berlin)
- 2004: Edward Albee: Wer hat Angst vor Virginia Woolf? (George) – Regie: Jürgen Gosch (Deutsches Theater Berlin)
- 2005: Anton Pawlowitsch Tschechow: Der Kirschgarten (Lopachin) – Regie: Barbara Frey (Deutsches Theater Berlin)
- 2005: William Shakespeare: Der Kaufmann von Venedig (Shylock) – Regie: Tina Lanik (Deutsches Theater Berlin)
- 2007: Samuel Beckett: Endspiel (Hamm) – Regie: Jan Bosse (Deutsches Theater Berlin)
- 2008: Anton Pawlowitsch Tschechow: Onkel Wanja (Wanja) – Regie: Jürgen Gosch (Deutsches Theater Berlin)
- 2008: Thomas Bernhard: Ritter Dene Voss (Voss) – Regie: Oliver Reese (Deutsches Theater Berlin)
- 2010: Maxim Gorki: Kinder der Sonne (Protassow) – Regie: Stephan Kimmig (Deutsches Theater Berlin)
- 2012: Jean-Paul Sartre: Die schmutzigen Hände (Hoederer) – Regie: Jette Steckel (Deutsches Theater Berlin)
- 2012: John von Düffel: Ödipus Stadt (Ödipus) – Regie: Stephan Kimmig (Deutsches Theater Berlin)
- 2013: Lot Vekemans: Gift (Er) – Regie: Christian Schwochow (Deutsches Theater Berlin)
- 2015: Friedrich Schiller: Don Carlos (König Philipp) – Regie: Stephan Kimmig (Deutsches Theater Berlin)
- 2015: William Shakespeare: Macbeth (Macbeth) – Regie: Tilmann Köhler (Deutsches Theater Berlin)
- 2017: Arthur Miller: Tod eines Handlungsreisenden (Willy Loman) – Regie: Bastian Kraft (Deutsches Theater Berlin)
- 2019: Molière: Der Menschenfeind (Alceste) – Regie: Anne Lenk (Deutsches Theater Berlin)
- 2019: Miguel de Cervantes: Don Quichotte (Don Quichotte) – Regie: Jan Bosse (Deutsches Theater Berlin)
- 2021: Heinrich von Kleist: Der zerbrochene Krug (Dorfrichter Adam) – Regie: Anne Lenk (Deutsches Theater Berlin)
- 2023: Lukas Bärfuss: Verführung – Regie: András Dömötör (Deutsches Theater Berlin)
- 2023: Tennessee Williams: Die Katze auf dem heißen Blechdach (Big Daddy) – Regie: Anne Lenk (Deutsches Theater Berlin)

## Sprechertätigkeit

### Synchronisation
Matthes war lange Zeit die deutsche Standardstimme von Kenneth Branagh (u. a. in Henry V., Hamlet, Viel Lärm um nichts und Othello).
Daneben synchronisierte er auch Malcolm McDowell (Das Geheimnis des Dirigenten), Charlie Sheen (Platoon, Made of Steel), Ralph Fiennes (Quiz Show), Craig Wasson (Hart aber herzlich) und Sean Penn (Carlito’s Way).

### Hörspiele (Auswahl)
- 1983: Jan Tenner, Folge 10: Der wahnsinnige Professor – Regie: Ulli Herzog (Jugend-Hörspielserie des Labels Kiosk, heute Kiddinx)
- 1995: Arthur Schnitzler, Adele Sandrock: Ich Dich ewig! – Adele Sandrock und Arthur Schnitzler. Ein Hörspiel aus Briefen, Telegrammen und Tagebüchern (Erzähler) – Regie: Renate Heitzmann (Hörspielbearbeitung – Deutschlandradio)
- 2001: Matthias Scheliga: Schnecks Heimweg (Schneck) – Regie: Barbara Plensat (SFB/ORB)
- 2002: Stewart O’Nan: Das Glück der anderen – Regie: Walter Adler (SWR)
- 2004: Yasmina Reza: Adam Haberberg (Adam Haberberg) – Regie: Angeli Backhausen (WDR)
- 2009: Jean-Claude Kuner: Ich muss auf einen Sprung weg – Regie: Jean-Claude Kuner (DKultur)
- 2011: W. G. Sebald: Austerlitz – Regie: Stefan Kanis (MDR)
- 2013: Marcel Beyer: Flughunde – Bearbeitung und Regie: Iris Drögekamp (SWR)
- 2013: Keigo Higashino: Verdächtige Geliebte – Bearbeitung und Regie: Steffen Moratz (WDR)
- 2014: David Lindemann: Butcher’s Block – Regie: David Lindemann (DKultur)
- 2018: Hilary Mantel: Brüder (Marquis de Sade) – Regie: Walter Adler (WDR)
- 2020: Moritz Rinke: Westend (Eduard) – Regie: Stefan Kanis (MDR)
- 2022: Allen Ginsberg: Die wilden Augen! Die heiligen Schreie! – Regie: Michael Farin (Deutschlandradio)
- 2023: Emmanuel Carrère: V 13: Chronique judiciaire (Emmanuel Carrère) – Regie: Leonhard Koppelmann (SWR)
- 2025: Sabine Ballbach, Sonja Cöster und Lena Gouverneur: Kyllroth. Tödliche Heimkehr 1917 - Regie: Claudia Johanna Leist (WDR)[14]

### Hörbücher (Auswahl)
Matthes wirkte bei zahlreichen Hörspielen und Hörbüchern für der Hörverlag, Hörbuch Hamburg, der Audio Verlag, Lübbe Audio, Diogenes Verlag, Audiobuch (Verlag) & Audio-To-Go Publishing als Sprecher mit, beispielsweise Das Kalkwerk von Thomas Bernhard (2001, Regie Ulrich Gerhardt), Middlesex von Jeffrey Eugenides (2003), Haruki Murakamis Mister Aufziehvogel und Daniel Kehlmanns Roman Ruhm. 2008 sprach er Das Schloß sowie Die Verwandlung von Franz Kafka, Die Frauen von T. C. Boyle (2009, Regie Ralf Ebel) und mehrere Romane von Albert Camus. Für seine Lesung von Vladimir Nabokovs Pnin erhielt er 2003 den Deutschen Hörbuchpreis.
- Stiller. Roman von Max Frisch, DHV, 2011, Audio-CDs, ISBN 978-3-86717-590-6.
- Glückskind mit Vater. Roman von Christoph Hein, Regie: Matthias Thalheim, 720 min, 10 CDs, MDR Figaro/BR 2016 / Der Audio Verlag, Berlin 2016, ISBN 978-3-86231-695-3.

## Auszeichnungen
- 1985: Förderpreis für Literatur der Landeshauptstadt Düsseldorf[15]
- 1990: Förderpreis des Kunstpreises Berlin
- 1991: O.E. Hasse-Preis
- 1998: Bayerischer Filmpreis – Bester Schauspieler für Feuerreiter
- 2002: „Hörbuch des Jahres“ für Pnin von Vladimir Nabokov
- 2003: Deutscher Hörbuchpreis im Segment Beste Unterhaltung für Pnin von Vladimir Nabokov
- 2005: Gertrud-Eysoldt-Ring – Preis der Deutschen Akademie der Darstellenden Künste für herausragende schauspielerische Leistungen für die Rolle in Wer hat Angst vor Virginia Woolf? am Deutschen Theater Berlin
- 2005: Schauspieler des Jahres, ausgewählt von der Jury der Fachzeitschrift Theater heute für seine Rolle in Wer hat Angst vor Virginia Woolf?
- 2005: Nominierung für den Deutschen Filmpreis als „beste männliche Hauptrolle“ für Der neunte Tag
- 2005: Nominierung für den Europäischen Filmpreis als „Bester Darsteller“ für Der neunte Tag
- 2007: Theaterpreis Berlin der Stiftung Preußischer Seehandlung
- 2008: Schauspieler des Jahres für seine Rolle in Onkel Wanja
- 2008: Der Faust-Theaterpreis für seine Darstellung in Onkel Wanja im Deutschen Theater Berlin
- 2012: Albert-Bassermann-Uhr (nach Martin Held, Martin Benrath, Otto Düben)
- 2015: Goldene Kamera der Hörzu in der Kategorie „Bester deutscher Schauspieler“
- 2015: Grimme-Preis für seine Darstellung in Tatort: Im Schmerz geboren (HR)
- 2015: Preis der Deutschen Akademie für Fernsehen in der Kategorie „Bester Schauspieler Nebenrolle“ für Bornholmer Straße
- 2016: Lettischer Filmpreis in der Kategorie „Bester Schauspieler“ für Exiled
- 2017: Berliner Bär (B.Z.-Kulturpreis)
- 2017: Goldener Vorhang für seine Rollen in Tod eines Handlungsreisenden, Das weite Land und Der Mensch erscheint im Holozän am Deutschen Theater Berlin
- 2021: Festival des deutschen Films: Preis für Schauspielkunst
- 2022: Bundesverdienstkreuz 1. Klasse[16]
- 2023: Erwin Piscator Award tdz.de